# Геликониды
Геликониды (лат. Heliconiinae) — подсемейство бабочек из семейства нимфалид.

## Описание
Около 200 видов; распространены в Центральной и Южной Америке. Сравнительно крупные бабочки с продолговатыми узкими крыльями. Размах крыльев до 6—10 см, ярко окрашены в оранжевые, красные, жёлтые цвета на общем чёрном фоне, иногда с добавлением синих и зеленоватых тонов.
Скверный запах и неприятный вкус выделяемых геликонидами веществ делают их несъедобными и тем самым защищают от птиц и других врагов. Поедая листья кормовых растений, гусеницы поглощают гликозиды, в состав которых входит цианистая группа. В процессе переваривания последних образуются цианиды.
Яркая окраска геликонид — один из классических примеров т. н. предупреждающей окраски. Морфологическое сходство принадлежащих к другим семействам бабочек (не выделяющих едких веществ) с геликонидами дало основание говорить об их приспособительном подражании (мимикрия)

## Особенности
Геликониды способны запоминать место, где когда-то были пойманы, и избегают его в будущем. Механизм данного явления остается необъяснённым.
На ночёвку бабочки собираются большими группами, оставаясь неподвижными на ветвях деревьев. Стоит утром взлететь одной бабочке, как взлетают и все остальные — это ещё одна неразгаданная особенность геликонид.

## Гусеницы и куколка
Гусеницы покрыты густыми волосками. Развиваются на растениях Страстоцвете (пассифлоре). Окукливание происходит через 3 недели. Куколки покрыты волосками и внешним видом напоминают семена или плоды растений. Стадия куколки длится около 10 дней.

## Список родов
- Acraea Fabricius, 1807
- Actinote Hübner, 1819
- Agraulis Boisduval et Leconte, 1833
- Altinote Potts, 1943
- Argynnis Fabricius, 1807
- Argyreus Scopoli, 1777
- Argyronome Hübner, 1819
- Bematistes Hemming, 1935
- Болория Boloria Moore, 1900
- Brenthis Hübner, 1819
- Cethosia Fabricius, 1807
- Childrena Hemming, 1943
- Cirrochroa Doubleday, 1847
- Клоссиана Clossiana Reuss, 1920
- Cupha Billberg, 1820
- Damora Nordmann, 1851
- Dione Hübner, 1819
- Dryadula Michener, 1942
- Dryas Hübner, 1807
- Eueides Hübner, 1816
- Euptoieta Doubleday, 1848
- Фабрициана Fabriciana Reuss, 1920
- Heliconius Kluk, 1802
- Issoria Hübner, 1819
- Kuekenthaliella Reuss, 1921
- Lachnoptera Doubleday, 1847
- Miyana Fruhstorfer, 1914
- Paduca Moore, 1886
- Pardopsis Trimen, 1887
- Phalanta Horsfield, 1829
- Philaethria Billberg, 1820
- Podotricha Michener, 1942
- Proclossiana Reuss, 1926
- Smerina Hewitson, 1874
- Speyeria Scudder, 1872
- Terinos Boisduval, 1836
- Vagrans Hemming, 1934
- Vindula Hemming, 1934